# Johann Wilhelm Franz von Krohne

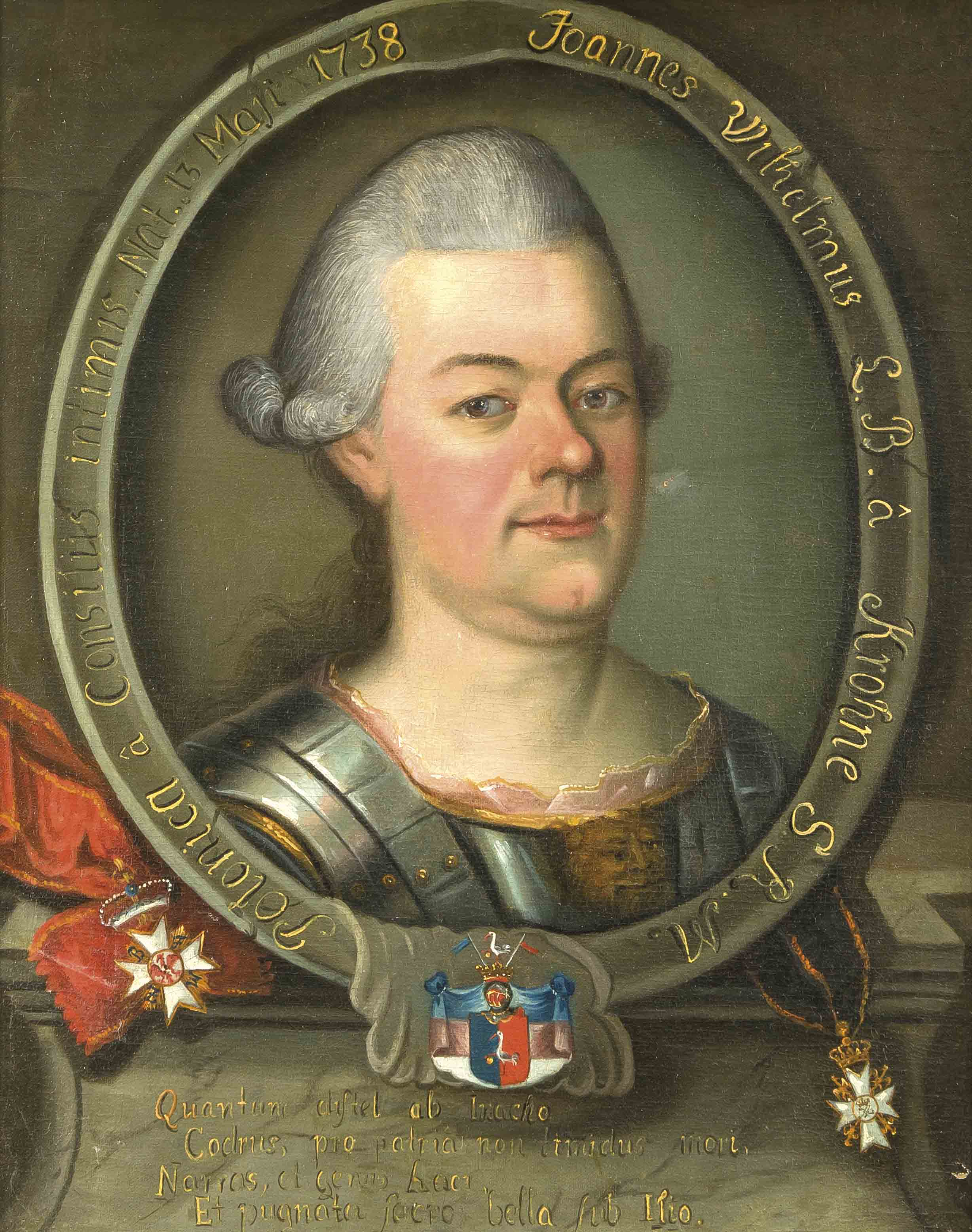
Johann Wilhelm Franz von Krohne

Johann Wilhelm Franz Freiherr von Krohne (* 13. Mai 1738 in Heidelberg; † 2. August 1787 in Berlin) − Edelmann und Abenteurer − war Kriegsrat in Mecklenburg-Strelitz, Geheimer Finanzrat in Polen, Minister-Resident in Hamburg und Autor zahlreicher Bücher.

## Leben
In seinem wechselvollen Leben hatte Freiherr von Krohne zahlreiche Posten inne; unter anderem war er polnischer Wirklicher Geheimer Rat und Gesandter des Herzogtums Sachsen-Hildburghausen beim niedersächsischen Kreise. Er war auch Inhaber des Großkreuzes des brandenburgischen Roten Adler-Ordens, doch soll er sich diesen Orden durch Geldzuwendungen erkauft haben. Lange Zeit lebte er in Dänemark, und der dänische Erbprinz Frederik unterstützte ihn in verschiedener Weise.

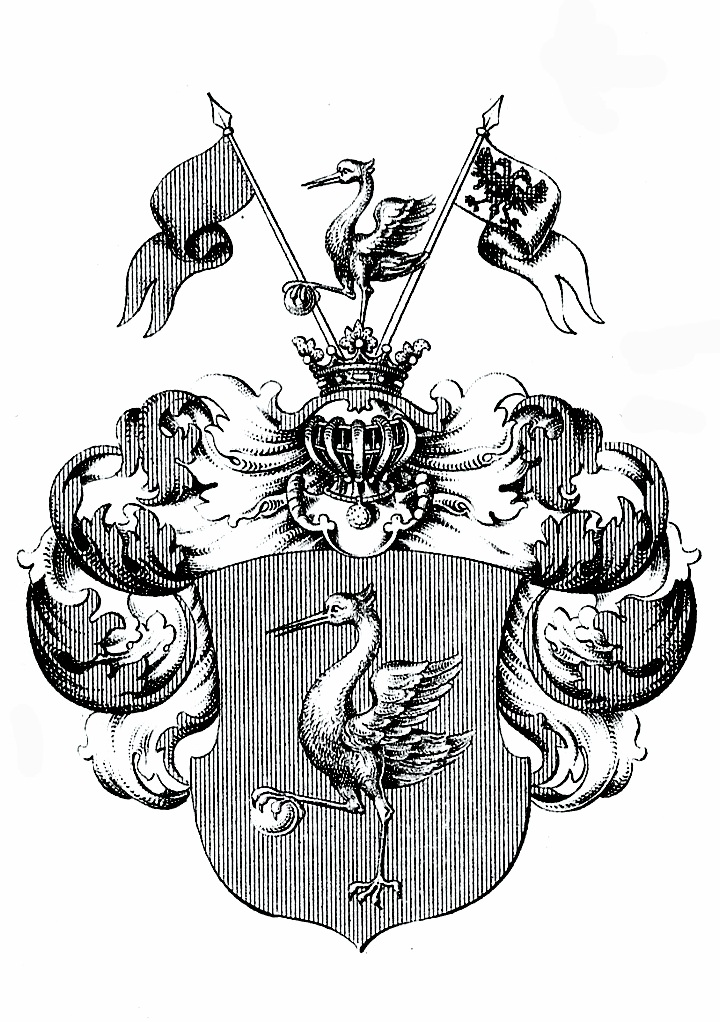
Redendes Wappen derer von Krohne mit Kranich als Wappentier

Freiherr von Krohne entstammte einem alten niedersächsischen Adelsgeschlecht. Sein Vater soll in Heidelberg Capitain der pfälzischen Landmiliz gewesen sein. Er wurde im deutsch-ungarischen Collegium der Jesuiten erzogen und trat dann in das Augustinerkloster Dalheim bei Paderborn ein, aus dem er jedoch entfloh, nach Braunschweig ging und dort zum lutherischen Glauben übertrat.
Dort vermählte er sich mit einem Fräulein von Plotho, mit der er zwei Söhne und eine Tochter hatte. Als sein Vermögen durchgebracht war, verließ er seine Familie und ging nach Berlin, wo er als Freiherr auftrat und die Gunst des Markgrafen von Brandenburg-Schwedt gewann. Dieser schickte ihn zunächst zu seiner Schwester an den Hof nach Köpenick und stellte ihn dann –  „nachdem er dort fortgejagt worden war“ – bei der Kammer in Schwedt an. Händel, die er sich hier zugezogen hatte, veranlassten den Markgrafen, ihn nach Strelitz zu empfehlen, wo er zum Kriegsrat ernannt wurde. 1765 gründete er das Intelligenzblatt Strelitzische Anzeigen: nebst nützliche Beyträge zu den Strelitzischen Anzeigen. Doch auch in Strelitz hält es von Krohne nicht. Er geht 1768 nach Berlin, dann nach Königsberg, von dort nach Russland und wieder zurück nach Berlin. Vom König von Polen wird er zum Geheimen Finanzrat ernannt und ihm wird die Bewirtschaftung der königlichen Güter übertragen. Aber auch hier wird er entlassen, fällt aber wieder auf die Füße und wird vom Herzog von Sachsen-Hildburghausen als Ministerresident nach Hamburg entsandt. Auch diesen Posten verliert er wieder, dieses Mal wegen eines Streits mit einem anderen Adligen. Danach ging Freiherr von Krohne nach Kopenhagen. Dort wurde er − weil er einer Kabinettsorder des dänischen Königs nicht gehorchte – 1778 auf der Festung Christiansø gefangengesetzt. Wann er wieder freikam, ist unbekannt, jedenfalls lebte er seit 1780 zu Synderhøl in Jütland, und seit 1786 wieder in Berlin. Dort starb er ein Jahr später im 50. Lebensjahr.

## Werke
Krohne ist der Nachwelt heute hauptsächlich bekannt als Verfasser eines Adelslexikons mit dem langen Titel „Allgemeines Teutsches Adels-Lexicon darinn von den alten und neuen Gräflich- Freyherrlich- und adelichen Familien, ihrem Alterthum, Ursprunge, Vertheilungen in unterschiedene Häuser, Verwandtschaften und denen daraus entsprossenen berühmtesten Personen gehandelt wird“. Es befasst sich vor allem mit Familien des Briefadels, war aber nur bis zum zweiten Band (Buchstabe M) gediehen, als Krohne starb.
Band 1, Th. 1: A–F. Lübeck: Fuchs 1774. (Digitalisat des Exemplars der Bayerischen Staatsbibliothek)
Band 1, Th. 2: G–M. Hamburg: Harmsen 1776. (Digitalisat des Exemplars der Bayerischen Staatsbibliothek)
Eine Liste seiner zahlreichen weiteren Veröffentlichungen umfasst:
- Uwazi Ty godnie, Warszawa 1768
- Weissagung von der gewiss zu erwartenden Erfüllung des alten Sprichworts: Tandem bona caussa triumphat (eine Deduction über die Ehescheidung der Königin Karoline Mathilde von Dänemark), 1773
- Von den Ursachen der einreissenden Eydbrüchigkeit und den Mitteln, derselben abzuhelfen. Lübeck 1774
- Vorschläge wie Gelehrsamkeit und Wissenschaften in den lateinischen Schulen im Königreich Dännemark am besten könne aufgeholfen werden
- Die mit der Gerechtigkeit verbundene Menschenliebe gegen Uebelthäter in peinlichen Fällen, Lübeck 1776
- Poëma in legem indigenatus a Christiano VII. Danor. et Normanorum rege latam, 1776
- Dänemarks beständige Unabhängigkeit, oder gründlicher Beweis, dass Dänemark niemals dem Teutschen Reiche unterwürfig oder zinsbar gewesen sey […], Hamburg 1777

Digitalisat des Exemplars der Bayerischen Staatsbibliothek
- Wohlgemeinte Vorschläge eines Fremdlings an die Dänische Nation zur Aufnahme und Verbesserung des Landes, 1784
- Bitte und Flehen um Mitleiden gegen einen Hausdieb und Mordbrenner, Berlin 1786
- Etwas vom Nachdrucken der Bücher, ob es Dieberey oder erlaubter Erwerb sey. Berlin 1786

Digitalisat des Exemplars der Bayerischen Staatsbibliothek
- Rechts-Catechismus, entworfen auf die Preußischen Gesetze angewandt, Berlin 1786
  - französische Ausgabe: Catéchisme du Droit projetté et appliqué aux lois Prussiennes. 1786